# Drei Männer im Paradies
Drei Männer im Paradies (Original: Paradise for Three) ist ein US-amerikanischer Spielfilm produziert von Metro-Goldwyn-Mayer aus dem Jahr 1938. Die Filmkomödie ist eine Verfilmung des Romans Drei Männer im Schnee von Erich Kästner. Regie führte Edward Buzzell.

## Kritiken
„Temporeiche Verwechslungskomödie nach dem Roman von Erich Kästner, die von gut eingestimmten Schauspielern getragen wird.“